# اودون ناداش
اودون ناداش (انگلیسی: Ödön Nádas; ۱۲ سپتامبر ۱۸۹۱ – ۹ اکتبر ۱۹۵۱) بازیکن فوتبال اهل مجارستان بود.